# 대한민국 민법 제826조의2
대한민국 민법 제826조의2는 만 18세의 미성년자가 혼인하면 성년자로 보는 것(성년의제)을 규정한 민법 가족법 조문이다.

## 조문
제826조의2(성년의제) 미성년자가 혼인을 한 때에는 성년자로 본다.[본조신설 1977.12.31.]

第826條의2(成年擬制) 未成年者가 婚姻을 한 때에는 成年者로 본다.

## 참고 문헌
- 오현수, 일본민법, 진원사, 2014. ISBN 9788963463452
- 오세경, 대법전, 법전출판사 , 2014 ISBN 9788926210277
- 이준현 , LOGOS 민법 조문판례집, 미래가치, 2015. ISBN 9791155020869

## 같이 보기
- 혼인신고